# 납땜인두

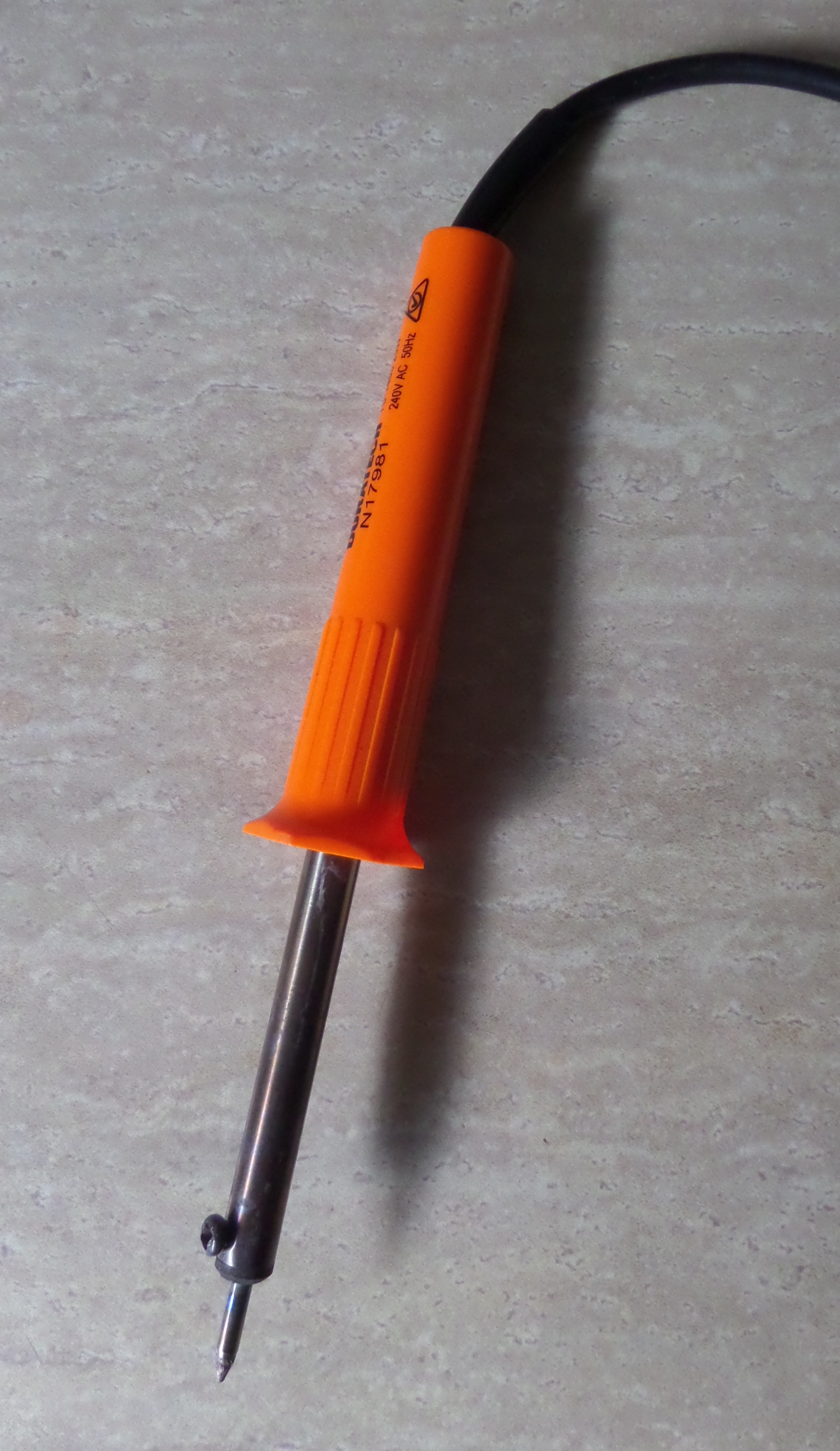
납땜인두의 한종류

납땜인두란, 연납땜에서 땜납과 접합부를 가열하기 위해서 사용하는 공구이다. 니크롬선 히터나 세라믹 히터를 이용한 전기 가열식 제품이 대부분이지만, 전원이 없는 곳에서도 사용할 수 있도록, 봄베에 들어간 가스를 연소시켜 열원으로 하는 제품도 있다.

## 종류
전기식의 납땜인두는, 소비전력이 수W에서 수백W정도의 것이 있으며, LSI의 정밀 전자부품용으로 10 ~ 20 W정도인 것을 사용하고, 전기배선용으로 30 ~ 60 W정도인 것을 사용하며, 그이상은 주로 금속공예나 금속판가공에 사용된다.
전기배선용으로는, 인쇄 회로 기판 (PCB)의 미세한 접합부분에 대응해 팁을 가늘게 만들어진 것이 많아서, 열에 의해 전자부품을 손상시키지 않게 온도조정기능이 가능한 것도 있다. 또한, 누설전류 (누전)나 정전기에 의한 전자부품의 파손을 막기 위해서, 전원에 절연이 고려되거나, 접지선을 연결한 것도 있다.
대형 연납땜의 팁은 구리제품이 많고, 전기배선용 연납땜의 팁은 내식성 표면처리된 제품이 많다. 구리제의 팁이 산화 부식되었을 경우에, 땝납과 친밀도가 떨어져 대상물의 접촉성도 없어져서 충분히 가열할 수 없게 되기 때문에, 줄로 깎아서 팁을 다시 정형하는 것으로 기능을 회복할 수 있다. 내식성 팁이  오염되었을 경우에, 가열한 상태로 물이 적셔저 있는 스펀지에 문질러 오염된 것을 없앤다. 내식성이 있는 팁을 줄에 문지르면 표면처리가 없어져 버리기 때문에, 바람직하지 않다.

## 같이 보기
- 땜납
- 연납땜, 경납땜
- 공구